# Велика Порожня
Велика Поро́жня (рос. Большая Порожняя) — річка в Республіці Комі, Росія, права притока річки Печора. Протікає територією Троїцько-Печорського району.
Річка починається на східних схилах гори Шежим-Із, протікає на південь.
Притоки:
- ліва — Боброва
- права — Ритиввож